# Эквензи, Сиприан
Сиприан Эквензи (англ. Cyprian Odiatu Duaka Ekwensi, 26 сентября 1921, Минна — 4 ноября 2007, Энугу) — нигерийский писатель, писал на английском языке.

## Биография
Принадлежал к народу игбо. Его отец был устным рассказчиком и охотником на слонов. Учился в Ибадане, Аккре. Два года работал лесником. Затем учился на фармацевта в Лагосе и Лондоне. Преподавал в Лагосе. В 1963—1966 служил в корпорации Нигерийского радио, в министерстве информации. В 1966, перед гражданской войной, переехал с семьей в Энугу.

## Творчество
Автор многочисленных рассказов, нескольких романов, книг для детей, писал также для радио и телевидения.

## Избранные произведения
- Люди города, роман (1954, рус. пер. 1965)
- Джагуа Нана, роман (1961)
- Когда горит трава, повесть для юношества (1962, рус. пер. 1963)
- Прекрасное оперенье, роман (1963)
- Творец дождя, сб. рассказов (1965)
- Иска, роман (1966)
- Дочь Джагуа Нана, роман (1987)
- Отправившиеся в Мекку, роман (1991)

## Признание
Международная премия Дага Хаммаршельда (1968). Член Нигерийской литературной академии (2006). Премия Ассоциации писателей Нигерии (2007, посмертно).